# Tomáš Slovák
Tomáš Slovák (* 5. dubna 1983 v Košicích) je slovenský hokejista, v současnosti působící v HC Košice.

## Hráčská kariéra
- 2000/2001 HC Košice
- 2001/2002 Kelowna Rockets (WHL)
- 2002/2003 Kelowna Rockets (WHL)
- 2003/2004 Hershey Bears (AHL), Reading Royals (ECHL)
- 2004/2005 Hershey Bears (AHL), HC Košice
- 2005/2006 Lowell Lock Monsters (AHL)
- 2006/2007 MsHK Žilina, Mora IK, SaiPa Lappeenranta, Ilves Tampare
- 2007/2008 Augsburger Panther (Německo)
- 2008/2009 Augsburger Panther (Německo), HC Košice
- 2009/2010 Avtomobilist Jekatěrinburg (KHL)
- 2010/2011 Avtomobilist Jekatěrinburg (KHL), KHL Piráti Chomutov
- 2011/2012 HK Dynamo Minsk, HK Gomel (Bělorusko)
- 2012/2013 HC Škoda Plzeň
- 2013/2014 HC Škoda Plzeň
- 2014-2015 Mountfield HK, Brynäs Gävle (Švédsko)
- 2015-2016 HC Košice, HC Oceláři Třinec [1]
- 2016-2017 MsHK DOXXbet Žilina, HC Škoda Plzeň
- 2017-2018 Piráti Chomutov